# Tysnesøy
Tysnesøy is een eiland in de Noorse gemeente Tysnes in Vestland. Het gebied is 198 km 2. De grootste nederzetting is Våge met 515 inwoners. Het hoogste punt op het eiland is Tysnessåto op 753 meter boven de zeespiegel. Er is een brug over de fjord naar het vasteland in de gemeente Fusa. Het eiland heeft een veerdienst van de Minke Halhjem in Os, en van Hodnanes naar Huglo en Jektevik naar Stord. 
Langenuen loopt langs de westkant van het eiland, in het noorden is de fjord en naar het oosten het gebied Onarheim.

## Bron
- artikel in Noorse Wikipedia